# Цмурский сельсовет
Цмурский сельсовет  — административно-территориальная единица и муниципальное образование со статусом сельского поселения в Сулейман-Стальском районе Дагестана Российской Федерации.
Административный центр — село Цмур.

## Население
| 2002  | 2010  | 2012  | 2013  | 2014  | 2015  | 2016  |
| ----- | ----- | ----- | ----- | ----- | ----- | ----- |
| 1139  | ↗1215 | ↘1205 | ↘1181 | ↘1163 | ↘1153 | ↘1141 |
| 2017  | 2018  | 2019  | 2020  | 2021  | 2023  | 2024  |
| ↘1139 | ↗1143 | ↘1118 | ↗1121 | ↘1006 | ↘989  | ↘985  |

## Состав
| № | Населённый пункт | Тип населённого пункта       | Население | Год  |
| - | ---------------- | ---------------------------- | --------- | ---- |
| 1 | Ичин             | село                         | ↘305      | 2021 |
| 2 | Качалкент        | село                         | ↘147      | 2021 |
| 3 | Цмур             | село, административный центр | ↘554      | 2021 |